# Camposaure
El camposaure (Camposaurus, 'llangardaix de Camp') és un gènere representat per una única espècie de dinosaure teròpode celofísid, que visqué a la fi del període Triàsic, fa aproximadament 220 milions d'anys, en el Carnià. Fou trobat en els dipòsits Plaguessis de la Formació Bluewater Creek, al comtat Apatxe, a Arizona, Estats Units. Conegut pels ossos del membre posterior, es caracteritza per presentar la fusió del tebi-tarsal amb el fibulo-tarsal, diferint d'altres ceratosàurids a excepció de Coelophysis i megapnosaure.
En el 2000 Downs suggerí que camposaure és un sinònim més modern de Coelophysis, que es trobaria dins de la variació dels espècimens del Ranxo Fantasma, i que les comparacions inicials foren realitzades a partir de l'erroni treball de Colbert. D'altra banda, Nesbitt et al. concorden que és impossible distingir-ho de Coelophysis.